# Мал
Мал (енгл. Mull) је једно од Британских острва које припада Уједињеном Краљевству, односно Шкотској. Налази се у и део је ужег архипелага Унутрашњи Хебриди. Површина острва износи 875 km². Према попису из 2001. на острву је живело 2667 становника.